# مروث غابي
مروث غابي (الاسم العلمي:Coprinus nemoralis) هو نوع من الفطريات يتبع جنس المروث من الفصيلة المروثية.